# Carex tenuipaniculata
Carex tenuipaniculata är en halvgräsart som beskrevs av Pei Chun Qiong Li. Carex tenuipaniculata ingår i släktet starrar, och familjen halvgräs. Inga underarter finns listade i Catalogue of Life.